# Чемпіонати Кенійських округ з футболу
Чемпіонати Кенійських округ (англ. Kenyan County Champions League) — змагання з футболу з-поміж клубів Кенії, в ході якого визначаються чемпіони округів Кенії. У системі футбольних ліг Кенії займає 5-й щабель, між Регіональними лігами та Кенійською під-окружною лігою. Команди-учасниці змагань мають аматорський статус.

## Історія
Ліга заснована 10 липня 2013 року, в рамках реформи, започаткованою Федерацією футболу Кенії, по впровадженню 6-рівневої системи футбольних ліг. Почала функціонувати з сезону 2014 року.